# 太平洋斜鋸牙鯊
太平洋斜锯牙鲨（学名：Rhizoprionodon longurio），是軟骨魚綱真鯊目真鲨科斜锯牙鲨属一种，被IUCN列為易危保育類動物，分布於東太平洋美國加州南部至祕魯海域，深度可達100公尺，本魚體延長且粗壯，頭部扁平，吻尖細長，嘴巴周圍有又長又深的唇溝，背鰭2個，第一背鰭起點位於胸鰭鰭尖之上，第二背鰭起點與臀鰭基部中部齊平，背部顏色灰棕色或青銅色，胸鰭後緣呈淡色，上尾葉後緣通常呈暗色或黑色，體長可達110公分，棲息在沿海及大陸棚，會進行季節性的迴游，屬肉食性，以甲殼類及硬骨魚為食，胎生，雌魚每胎可生產7尾幼魚，具經濟價值的食用魚，在墨西哥，從十一月到四月在加利福尼亞灣到恰帕斯州馬德羅港會進行商業捕撈。